# Nodiko Tatisjvili
Nodiko "Nodar" Tatisjvili (georgiska: ნოდიკო "ნოდარ" ტატიშვილი), född 5 november 1986, är en georgisk sångare. Han är mest känd för att ha vunnit Dzjeostari 2009.

## Karriär

### Eurovision Song Contest 2013
Den 31 december 2012 blev det klart att Tatishvili kommer att representera Georgien i Eurovision Song Contest 2013 tillsammans med Sopo Gelovani, detta efter att ha valts ut internt av GPB. Inför sitt deltagande i ESC åkte duon på en promoturné i Armenien, Israel, Azerbajdzjan, Ukraina, Vitryssland och Litauen.